# Camdeboo
Camdeboo (officieel Camdeboo Local Municipality) is een voormalige gemeente in het Oost-Kaapse district Sarah Baartman in Zuid-Afrika. De nieuwe gemeente heet Dr Beyers Naudé.

## Hoofdplaatsen
Het nationaal instituut voor de statistiek, Stats SA, deelt sinds de census 2011 de 51.000 inwoners in 7 zogenaamde hoofdplaatsen (main place):
Aberdeen • Camdeboo NU • Graaff Reinet • Kendrew • Nieu Bethesda • Thembalesizwe • uMasizakhe.